# Атлант (стадион)
Стадион Атлант е мултифункционален стадион в беларуския град Новополоцк. Използва се главно за футбол и на него играе тимът на Нафтан (Новополоцк). Стадионът е построен през 1970 г. и има капацитет от 4 520 места.